# گوردون لووی
سر گوردون لووی (انگلیسی: Gordon Lowe؛ زاده ۲۱ ژوئن ۱۸۸۴ درگذشته ۱۷ مهٔ ۱۹۷۲) یک تنیس‌باز اهل بریتانیا بود.